# اورنونتوویتسه
اورنونتوویتسه (به لهستانی:  Ornontowice) یک روستا در لهستان است که در گمینا اورنونتوویتسه واقع شده‌است. اورنونتوویتسه ۵٬۵۵۶ نفر جمعیت دارد.